# GMPLS
GMPLS, Generalized multi-protocol label switching är en förbättrad version av MPLS, som främst är avsedd för ASTN (Automatic Switched Transport Network) optisk datakommunikation. Ett annat namn för GMPLS är multi-protocol lambda switching.
GMPLS definieras i RFC 3945.

## Generaliserad label
I MPLS så identifieras IP-paket av en label som är inkluderat i paketet. I GMPLS utökas label-konceptet till att även kunna identifiera tidsluckor, våglängder och optiska fibrer.